# Philadelphia Union
Philadelphia Union er en amerikansk fodboldklub fra byen Chester ved Philadelphia i Pennsylvania. Klubben spiller i landets bedste liga, Major League Soccer, og har hjemmebane på stadionet Talen Energy Stadium. Klubben blev grundlagt i 2008 i forbindelse med en udvidelse af Major League Soccer, og har spillet med i ligaen siden 2010.

## Titler
- Ingen

## Danske spillere
- Mikael Uhre

## Trænere
Samtlige trænere i New England Revolution siden Major League Soccers start i 1996:
- Piotr Nowak (2010-)